# Osteochilus thomassi
Osteochilus thomassi és una espècie de peix cipriniforme de la família dels ciprínids.

## Morfologia
Els mascles poden assolir els 32 cm de longitud total.

## Distribució geogràfica
Es troba a Karnataka (Índia).